# Stefan Amston
Stefan Amston (auch Stefan Helmersson; * 13. August 1993 in Christchurch) ist ein neuseeländischer Eishockeyspieler mit schwedischer und britischer Staatsbürgerschaft, der seit 2015 bei der Southern Stampede in der New Zealand Ice Hockey League spielt.

## Karriere
Stefan Amston, der als Sohn schwedischer Eltern in Neuseeland geboren wurde, begann seine Karriere als Eishockeyspieler in der Heimat seiner Vorfahren. Dort spielte er zunächst in Jugendmannschaften in Gävle und später in verschiedenen Klubs der Division 1 und Division 2. Im Alter von 23 Jahren kehrte er nach Neuseeland zurück und spielt seither für Southern Stampede in der New Zealand Ice Hockey League. In den Jahren 2016, 2017, 2019, 2022 und 2023 wurde er mit dem Klub neuseeländischer Landesmeister.

### International
Für Neuseeland nahm Amston – damals noch unter dem Namen Stefan Helmersson – erstmals an den Weltmeisterschaften der Division II 2018, als er zum besten Verteidiger des Turniers gewählt wurde, teil. Auch 2019, als er erneut zum besten Verteidiger des Turniers gewählt wurde, und 2024, als er nicht zum dritten mals bester Defensivspieler, sondern auch als bester Spieler seiner Mannschaft ausgezeichnet wurde, spielte er – dann unter dem Nachnamen Amston – für Neuseeland in der Division II.

## Auszeichnungen und Erfolge
- 2016 Neuseeländischer Meister mit der Southern Stampede
- 2017 Neuseeländischer Meister mit der Southern Stampede
- 2019 Neuseeländischer Meister mit der Southern Stampede
- 2022 Neuseeländischer Meister mit der Southern Stampede
- 2023 Neuseeländischer Meister mit der Southern Stampede

### International
- 2018 Bester Verteidiger bei der Weltmeisterschaft der Division II, Gruppe B
- 2019 Bester Verteidiger bei der Weltmeisterschaft der Division II, Gruppe B
- 2024 Bester Verteidiger bei der Weltmeisterschaft der Division II, Gruppe B

## NZIHL-Statistik
(Stand: Ende der Saison 2023)